# Shūhei Nomura
Shūhei Nomura (野村 周平?, Nomura Shūhei; Kōbe, 14 novembre 1993) è un attore giapponese.
Lavora per la Amuse, Inc.. Si è distinto, a partire dalla fine degli anni 2000, in un numero sempre più crescente, sia di film per il cinema, che in dorama per la televisione.

## Filmografia

### Cinema
- Hibi Rock (2014) - Takuro Hibinuma
- Puzzle | Pazuru (2014) - Shigeo Yuasa
- The Summer of Whales | Kujira no ita natsu (2014) - Chuya
- Daily Lives of High School Boys | Danshi kōkōsei no nichijō (2013) - Yoshitake
- Enoshima Prism | Enoshima Purizumu (2013) - Saku Kijima
- Soup | Umarekawari No Monogatari (2012) - Naoyuki Mikami
- Cheers From Heaven | Tengoku Kara no Yell (2011) - Kiyoshi Nakamura
- Phone Call to the Bar | Tantei ha Bar ni Iru (2011) - institute student
- Drucker in the Dug-Out | Moshi Koko Yakyu no Joshi Manager ga Drucker no Management wo Yondara (2011) - Harumyochi Tamura

### Televisione
- Sukinahito ga iru koto (Fuji Tv, 2016)
- Koinaka (Fuji TV, 2015)
- Wakamono tachi (Fuji TV, 2014)
- Boku no ita jikan (Fuji TV, 2014)
- 35-sai no Koukousei (NTV, 2013)
- Sodom no Ringo (WOWOW, 2013)
- Kuro no Onna Kyoushi (TBS, 2012, ep. 9-11)
- Great Teacher Onizuka (Fuji TV, 2012, ep. 1x10-11)
- Kuro no Onna Kyoshi (TBS, 2012, ep7)
- Umechan Sensei (NHK, 2012) as Sato Mitsuo
- Kokosei Restaurant (NTV, 2011)
- Hammer Session! (TBS, 2010)
- Tenshi no Wakemae (NHK, 2010)
- Pro Golfer Hana (YTV, 2010)
- Shinsengumi PEACE MAKER (TBS, 2010)